# Joy Udo-Gabriel
 (août 2018).
Si vous disposez d'ouvrages ou d'articles de référence ou si vous connaissez des sites web de qualité traitant du thème abordé ici, merci de compléter l'article en donnant les références utiles à sa vérifiabilité et en les liant à la section « Notes et références ».
Joy Udo-Gabriel est une athlète nigériane, spécialiste du sprint, née le 2 juin 1999.

## Biographie
En 2018, elle remporte la médaille de bronze du 4 × 100 m aux jeux du Commonwealth. Elle termine également troisième sur le 100 m des championnats d'Afrique.
En 2022, avec ses compatriotes Favour Ofili, Rosemary Chukwuma et Nzubechi Grace Nwokocha, elle prend la quatrième place du 4 × 100 m des championnats du monde d'Eugene en 42 s 22, ce qui bat le record d'Afrique qui datait de 30 ans.

## Palmarès
| Date | Compétition            | Lieu       | Résultat | Épreuve   | Temps   |
| ---- | ---------------------- | ---------- | -------- | --------- | ------- |
| 2018 | Jeux du Commonwealth   | Gold Coast | 3e       | 4 x 100 m | 42 s 75 |
| 2018 | Championnats d'Afrique | Asaba      | 3e       | 100 m     | 11 s 58 |
| 2018 | Championnats d'Afrique | Asaba      | 1re      | 4 × 100 m | 43 s 77 |
| 2019 | Jeux africains         | Rabat      | 4e       | 100 m     | 11 s 44 |
| 2019 | Jeux africains         | Rabat      | 1re      | 4 x 100 m | 44 s 16 |
| 2022 | Championnats du monde  | Eugene     | 4e       | 4 x 100 m | 42 s 22 |

## Records
| Épreuve | Temps   | Lieu  | Date         |
| ------- | ------- | ----- | ------------ |
| 100 m   | 11 s 34 | Lagos | 30 mars 2021 |
| 200 m   | 23 s 92 | Lagos | 31 mars 2021 |